# Barra de Santo Antônio (ort)
Barra de Santo Antônio är en ort i Brasilien.   Den ligger i kommunen Barra de Santo Antônio och delstaten Alagoas, i den östra delen av landet, 1 500 kilometer nordost om huvudstaden Brasília. Barra de Santo Antônio ligger 29 meter över havet och antalet invånare är 10 057.
Terrängen runt Barra de Santo Antônio är platt. Havet är nära Barra de Santo Antônio åt sydost. Närmaste större samhälle är São Luís do Quitunde, 11,3 kilometer nordväst om Barra de Santo Antônio.